# Zillertal
A Zillertal az Inntal déli mellékvölgye az osztrák Tirol tartományban.

## Helyszín

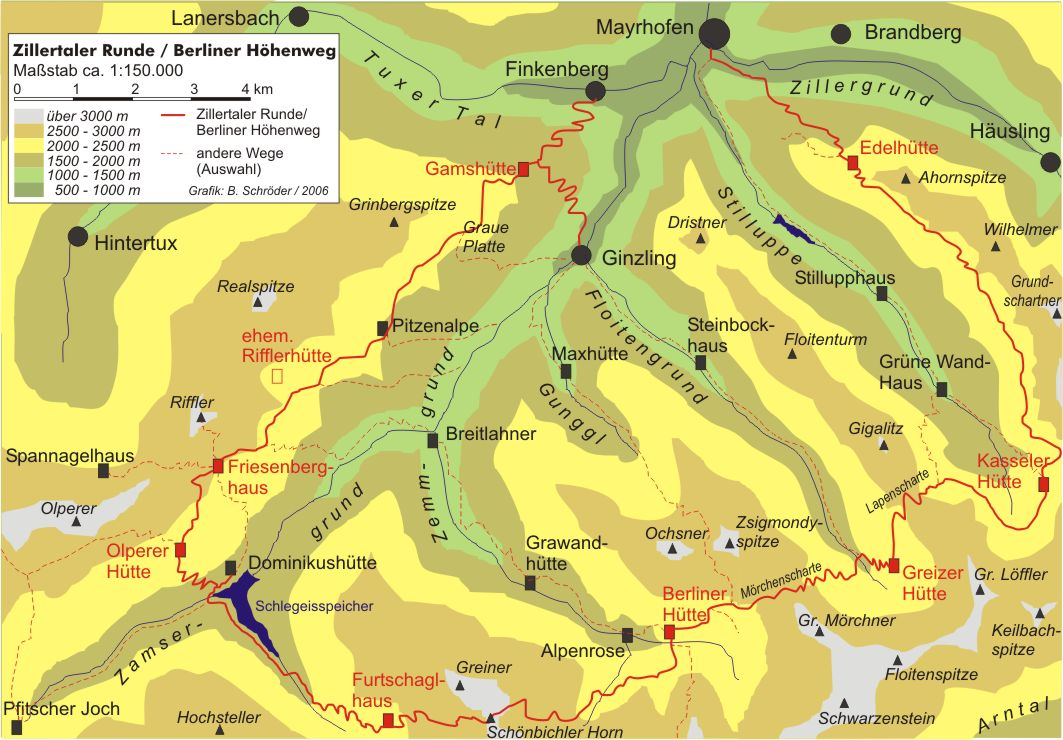
A forrásvölgyek ("Gründe") Mayrhofentől délre

A Zillertal az Inntal völgyéből ágazik ki Innsbrucktól mintegy 40 km-re keletre, Jenbach közelében. Az Inn déli mellékvölgyei közül ez a legszélesebb. Nevét a Ziller folyóról kapta, amely délről észak felé halad át rajta, és a Zillertalban lévő Strassnál ömlik az Innbe. Szűkebb értelemben a völgy Strasstól Mayrhofenig terjed. Ott a Tuxertalra, a Zemmtalra, a Stilluptalra és a Zillergrundra oszlik. Az északi völgyből a Stummnál (Tirol) ágazik ki a lakatlan Märzengrund és a Finsinggrund a Hochfügen-Hochzillertal turistatelepüléssel, Zell am Zillernél pedig a Gerlostal a salzburgi Oberpinzgau Gerlospassig.
A völgy nyugaton a Tuxi-Alpokat választja el a Kitzbüheli-Alpoktól keleten. Délen, a Dél-Tirol határán a Zillertali-Alpok húzódik a Zillertali főgerinccel. Ettől északra és a Tuxertal jobb oldali orográfiai oldalán húzódik a Tuxer Kamm (más néven Tuxer Hauptkamm). Ennek bal oldalán (északabbra) a Tuxi-Alpok főgerince húzódik, ahol a kvarc-fillit és a szürkekőzet zóna puha kőzeteit találjuk. A Zillertali-Alpok Natúrpark a Ziller vízgyűjtő területének mintegy 35%-át foglalja el.
A többi tiroli mellékvölgytől eltérően a Zillertal nem küzd le egy völgylépcsőt, és Strass im Zillertal (522 m) és Mayrhofen (628 m) között csak enyhén emelkedik.

## Közlekedés

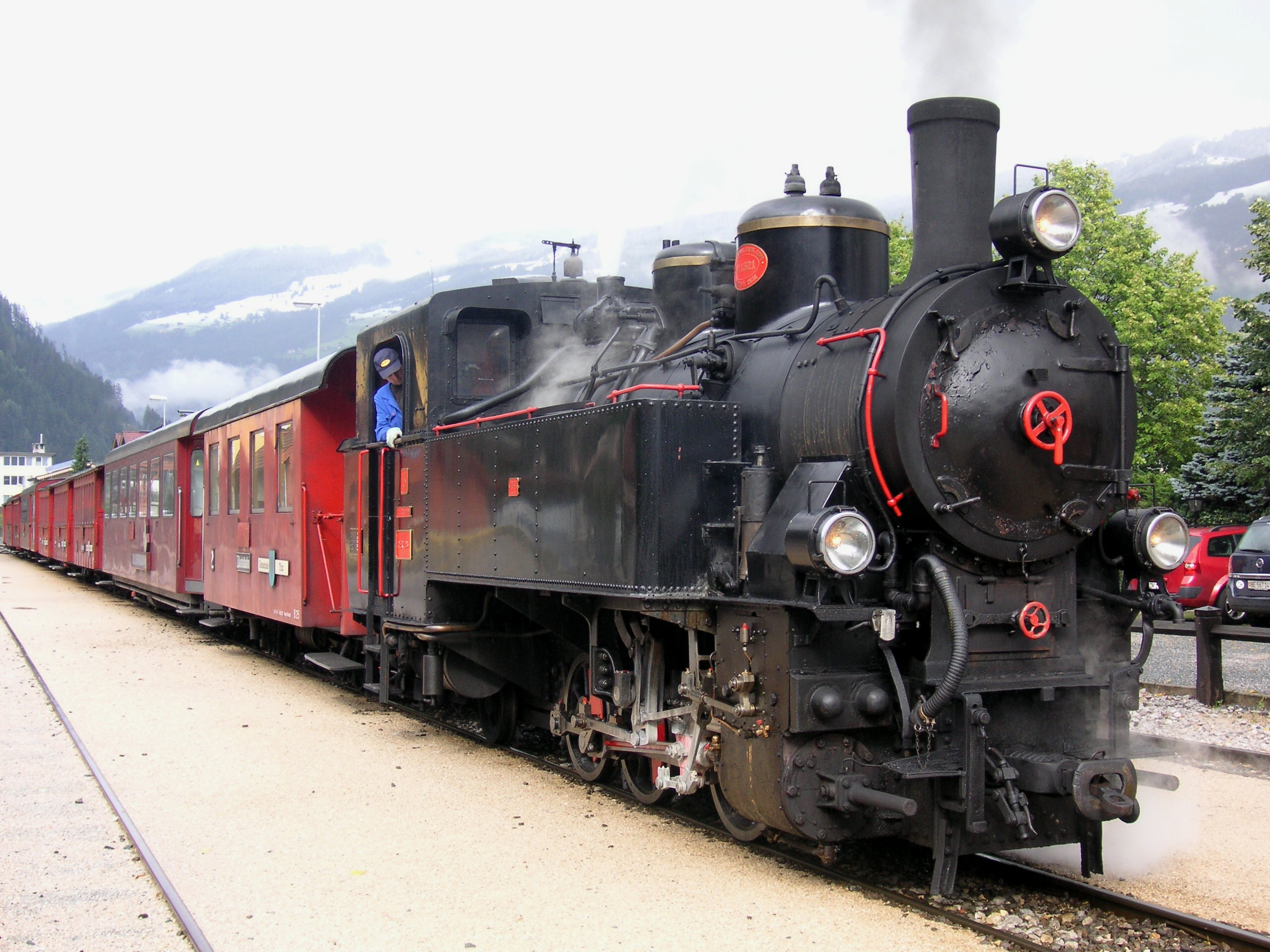
A Zillertali kisvasút 5. számú gőzmozdonya

A Zillertal tömegközlekedéssel a Zillertali kisvasúton keresztül érhető el, amely Jenbach állomásról (mely az Unterinntalbahn vonalán található) Mayrhofenbe közlekedik, és 2009 óta óránként sűrű járatot kínál. A teherforgalmat is ezen a keskeny nyomtávú vonalon bonyolítják le, amelyet jelenleg szakaszosan két vágányra bővítenek. A mellékvölgyekbe és a vasúti szolgáltatás kiegészítéseként rendszeres buszjárat közlekedik.
A Zillertal a Zillertalstraße (B 169) úton keresztül érhető el, amely az Inntal autópályára vezet. A Gerlosstraße (B 165) Zell am Zillernél ágazik el, és a Gerlospasson keresztül kapcsolatot biztosít az Oberpinzgau régióval. A Zillertaler Höhenstraße egy kanyargós, fizetős festői út; más fizetős utak nyáron a Zillergründl és a Schlegeisspeicher felé vezetnek.
A Zillertalt a dél-tiroli oldalon lévő Ahrntallal együtt mindig is egy alpokon átívelő közlekedési kapcsolat részeként képzelték el. A 20. század elején például a Pfitscher Jochon átvezető közúti összeköttetést vagy egy Zillertal-Ahrntal vasútvonalat terveztek egy 19 km hosszú alagúttal a Schwarzenstein alatt. 1978-ban megkezdődött az Alemagna autópálya (Autostrada A27) építése, amely ma délről jövet Ponte nelle Alpi-nál ér véget, és az olasz tervek szerint Dobbiacon és a Zillertalon át Münchenig folytatódott volna, a tervek oka a Brenner-hágó tehermentesítése és a Velence-München útvonal lerövidítése volt, különösen a teherforgalom szempontjából.